# Pietro Morales Cruz
Pietro Morales Cruz (Santiago de Chile, 14 de junio de 1934-31 de enero de 2024) fue un ciclista y piloto y dirigente de motociclismo y automovilismo chileno, tricampeón nacional durante los años 50.

## Biografía
Pietro Morales nació el 14 de junio de 1934 en Santiago, Chile. A corta edad se inició en el ciclismo. Más tarde, a los 14 años, comenzó a competir en motociclismo, logrando tres campeonatos nacionales consecutivos en los años 1956, 1957 y 1958, en la categoría 500cc.
En la década de 1950, fue reconocido en dos oportunidades como el mejor piloto de Chile por el Círculo de Periodistas Deportivos de ese país.
Siendo integrante del desaparecido Club Green Cross, fundó ‘Los Casacas Negras’, grupo de motociclistas acrobáticos que participaron en numerosos eventos entre 1956 y 1970. En la década de 1960 impulsó la creación del Autódromo Las Vizcachas en Puente Alto. Ocupó además cargos gerenciales en la Federación de Motociclismo y la Federación de Automovilismo Deportivo de Chile.
El 31 de julio de 2022, durante el ‘Gran Premio Pietro Morales’ celebrado en el Autódromo San Antonio, fue homenajeado por el Valparaíso Moto Club.

Estoy muy emocionado y agradecido por este homenaje que me hace el Valparaíso Moto Club, el más antiguo en su género a nivel mundial con 108 años de existencia. Es bueno que a uno se le reconozca en vida lo que dio e hizo por el deporte, en mi caso por el motociclismo y automovilismo.

### Muerte
Falleció el 31 de enero de 2024, a los 89 años. Sus restos descansan en el Cementerio Parque del Mar de Concón.